# متروی تبریز
مترو تبریز به مجموعه خطوط فعال و در حال ساخت قطارهای شهری و تراموا در کلان‌شهر تبریز گفته می‌شود. مترو تبریز از 6 خط (5 خط اصلی و 1 خط حومه‌ای) به طول کلی ۱۰۰ کیلومتر تشکیل شده‌است. بخشی از این مجموعه شامل تراموا به درازا کلی ۵۰ کیلومتر خواهد بود.
در حال حاضر خط ۱ متروی تبریز به طول ۱۷/۲ کیلومتر در ۱۸ ایستگاه از ایستگاه متروی ایل‌گلی تا ایستگاه نور در حال بهره‌برداری است.

## پیشینه

### قونقا

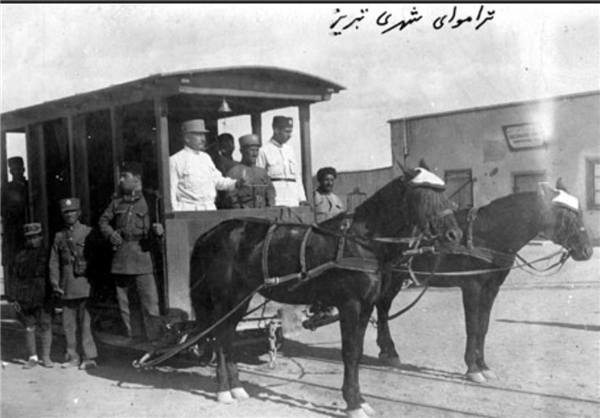
قونقا یا تراموا؛ شکل نخستین قطارشهری در تبریز.

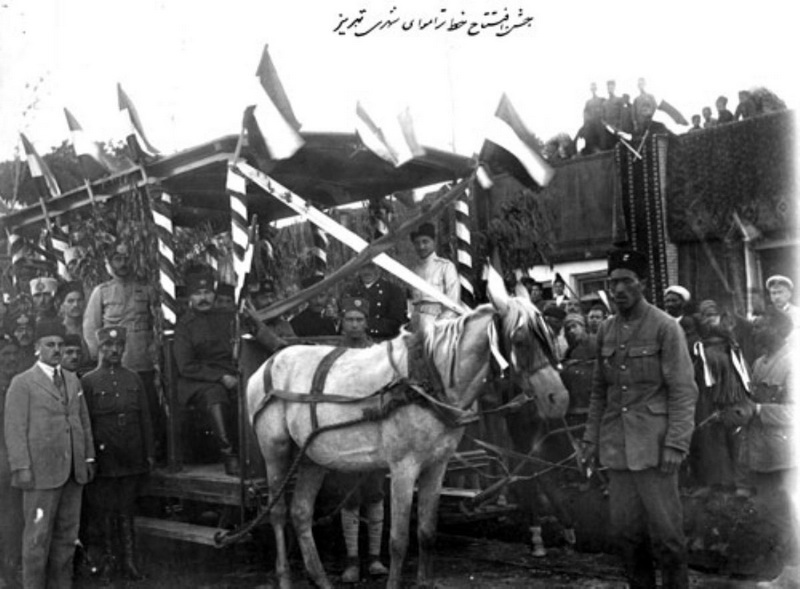
جشن افتتاحیه خط تراموا یا قونقا در تبریز. سال ۱۲۸۰ خورشیدی.

پیشینه استفاده از شکل نخستین قطار شهری در تبریز به بیش از یک سده پیش برگشته و این شهر در آن زمان شاهد راه‌اندازی نخستین تراموا کشور برای جابه‌جایی مسافران بود. قاسم خان والی، نخستین شهردار تبریز که فارغ‌التحصیل مدرسه نظامی سن-سیر بود به دلیل آشنایی با جامعه آن روز اروپا می‌خواست تبریز را نیز وارد جهان مدرن کند، از این رو وی ۷۴ سال پس از تأسیس نخستین تراموا در اتریش در سال ۱۸۲۷، تراموا تبریز را در سال ۱۹۰۱ میلادی به کار انداخت.
این وسیله نقلیه که در بدو تأسیس با عاریت گرفتن از کشورهای اروپایی با نام «تراموا» آغاز به کار کرد، پس از اشغال آذربایجان از سوی نیروها تزاری در ۱۲۸۸، «قونقا» نامیده شد و میدان محل استقرار آن تا امروز قونقا باشی نامیده می‌شود. «قونقا» یا تراموا از ۱۲۸۰ تا ۱۳۲۰ به مدت ۴۰ سال در تبریز، مردم را در فاصله ایستگاه راه‌آهن این شهر تا قونقا باشی جابه‌جا می‌کرد. نیروی محرکه واگن‌های تراموا یا قونقا، اسب‌ها بودند که واگن را روی ریل به حرکت درمی‌آوردند.

### پیشنهاد اولیه احداث مترو
موضوع مطالعه و احداث قطار شهری تبریز، برای نخستین بار در دی ماه سال ۱۳۶۹ توسط نمایندگان تبریز در مجلس شورای اسلامی مطرح گردید و در نهایت قرار شد، احداث قطار شهری تبریز در برنامه کاری مسئولان قرار گیرد. سپس طی حکمی از سوی استاندار وقت، مسئول مطالعات و مجری قطار شهری تبریز انتخاب شده و در محل شهرداری مستقر گردید. امّا به دلیل عدم امکان استفاده از بودجه شهرداری و نیز عدم وجود منابع دیگر برای تأمین هزینه‌های احداث قطار شهری، موضوع مسکوت ماند. در سال ۱۳۷۵ مجدداً موضوع احداث قطارشهری تبریز قوت گرفته و مذاکراتی توسط استاندار وقت با شرکت اتریشی «اشکودا» انجام شده و مقرر شد که اطلاعات مربوط به حجم ترافیک خیابان‌های اصلی شهر به نمایندگان شرکت مذکور تحویل داده شود که بررسی‌های لازم کارشناسی را انجام دهند؛ ولی به علت مسائل سیاسی فی‌مابین مجدداً پیگیری طرح قطار شهری تبریز به حالت رکود بازگشت.

### طرح نهایی احداث قطار شهری
در سال ۱۳۷۹، شهرداری تبریز مطالعات جامع ترافیکی شهر تبریز را به مشاور «سبزینه راه» واگذار نمود. مشاور مذکور در مطالعات امکان‌سنجی به این نتیجه رسید که سه کریدور مسافرخیز از ظرفیت قطار شهری برخوردار است. با توجّه به رشد روزافزون سفرهای درون‌شهری در تبریز و ضرورت استفاده از سامانه حمل‌ونقل ریلی در راستای کاهش مشکلات ترافیکی، مطالعات خطوط قطارشهری تبریز انجام و شبکه قطارشهری تبریز شامل ۴ مسیر، جمعاً به طول ۶۰ کیلومتر و ۶۳ ایستگاه به علاوهٔ مسیر حومه به سهند طراحی گردید.

### افتتاح
متروی تبریز به صورت رسمی از ۵ شهریور ۱۳۹۴ با راه‌اندازی فاز نخست خط ۱، در حد فاصل ایستگاه ائل‌گلی تا ایستگاه استاد شهریار به بهره‌برداری رسید. فاز دوم این خط نیز در حد فاصل ایستگاه استاد شهریار تا ایستگاه میدان ساعت در ۲۸ بهمن ۱۳۹۵ راه‌اندازی شد. فاز سوم این خط نیز در تاریخ ۲۴ بهمن ۱۳۹۸ با چهار ایستگاه میدان کهن، امام حسین (ع)، شهید باکری و نور راه اندازی شد ولی با خارج شدن قطار از ریل فاز سه برای رفع ایرادات تعطیل شد و در شهریور ۱۴۰۲ دوباره راه اندازی شد.

## سازمان

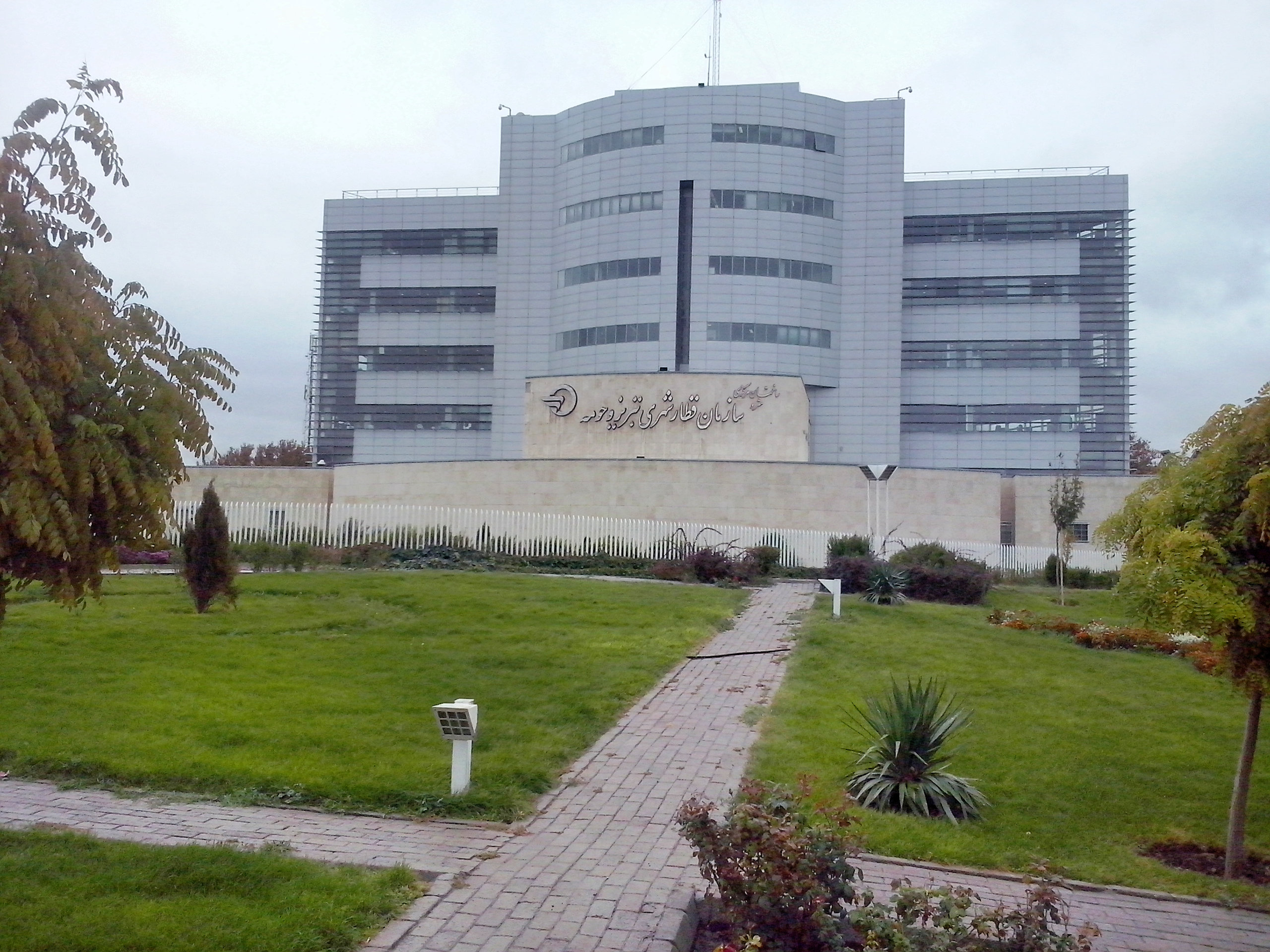
ساختمان مرکزی سازمان قطار شهری تبریز در مجاورت ایستگاه متروی شهریار.

«سازمان قطار شهری تبریز» در سال ۱۳۸۰ خورشیدی تأسیس و راه‌اندازی شده‌است. هیئت مدیرهٔ این سازمان از ۵ نفر اصلی و یک نفر علی‌البدل شامل شهردار، مدیر سازمان قطار شهری، معاون عمرانی استاندار و ۳ نفر صاحب‌نظر تشکیل پیدا کرده‌است. شورای سازمان قطار شهری تبریز نیز متشکل از استاندار، شهردار و یک نفر کارشناس می‌باشد. در حال حاضر «دکتر یعقوب وحیدکیا»، مدیرعامل این سازمان است.

## خطوط و ایستگاه‌ها
| نشانه | خط   | مسیر                                 | ایستگاه‌هاالف | درازا (کیلومتر) | افتتاح اولیهب |
| ----- | ---- | ------------------------------------ | ------------ | --------------- | ------------- |
|       | خط ۱ | ایل‌گلی به نور                        | ۱۸           | ۱۷٫۲            | ۱۳۹۴          |
|       | خط ۲ | قراملک به شهر جدید خاوران            | ۲۱           | ۲۲٫۴            | 1404          |
|       | خط ۳ | رضوان شهر به ترمینال تبریز           | ۱۳           | ۱۵              |               |
|       | خط ۴ | فرودگاه بین المللی تبریز به پاسداران | ۱۸           | ۱۵٫۴            |               |
|       | خط ۵ | نور به شهر جدید سهند                 |              |                 |               |
| کل:   | کل:  | کل:                                  | ۷۰           | ۷۰              |               |

### ایستگاه‌ها
- فهرست ایستگاه‌های مترو تبریز

### خطوط
متروی تبریز از پنج خط تشکیل شده‌است:

#### خط ۱
- خط ۱: به طول ۱۷٬۲ کیلومتر با ۱۸ ایستگاه از میدان ایل‌گلی آغاز و از طریق بلوار حمید باکری و ۲۹ بهمن، خیابان امام خمینی، سه راه امین، باغ گلستان، خیابان گازران، خیابان زبردست، میدان امام حسین و میدان شهدای لاله به کوی لاله ختم می‌شود. این خط در ایستگاه آبرسان با خط چهار، در ایستگاه میدان ساعت با خط سه، در ایستگاه میدان کهن با خط دو، در ایستگاه لاله با خط چهار تقاطع داشته و در نهایت در انتهای خط و در ایستگاه نور به صورت تبادلی به خط پنج متصل می‌شود. حدود ۸ کیلومتر به صورت تونل عمیق طراحی شده و عملیات حفاری آن با دو دستگاه حفاری تونل در عمق حدود ۱۶ تا ۲۵ متری انجام گرفته‌است.[۱۷]

#### خط ۲
- خط ۲: خط دوم متروی تبریز به طول حدود ۲۲٬۴ کیلومتر، در حال حاضر طولانی‌ترین مسیر از شبکه ریلی کلان‌شهر تبریز است. این خط، شامل ۲۰ ایستگاه است که از محدوده زمین‌های قراملک تبریز (کارخانه کود آلی) شروع شده، از طریق خیابان وحدت و میدان قراملک (اولین ایستگاه) و پس از عبور از زیر خیابان آخونی، خیابان قدس، در ایستگاه میدان کهن (محققی سابق) دارای ایستگاه تبادلی با خط یک بوده و از طریق میدان دانشسرا، وارد خیابان عباسی شده و ضمن عبور از میدان شهید فهمیده باغمیشه به سمت شهرک نصر، مرزداران، دانشگاه آزاد، نمایشگاه بین‌المللی و نهایتاً در میدان بسیج خاتمه می‌یابد. در طرح توسعة این خط، گذر از منطقه خاوران و اتصال به ایستگاه راه‌آهن تبریز- میانه در نظر گرفته شده‌است.[۱۸]این خط در ایستگاه آخونی با خط چهار، در ایستگاه میدان کهن با خط یک، در ایستگاه بازار با خط سه و در ایستگاه باغمیشه با خط چهار تقاطع دارد.

#### خط ۳
- خط ۳: خط ۳ مترو در امتداد شمالی و جنوبی و به طول ۱۰ کیلومتر شامل ۱۰ ایستگاه است که از ترمینال بزرگ تبریز جنب بزرگراه شهید کسایی آغاز و با عبور از خیابان مشروطه، خیابان شریعتی، در منطقه میارمیار با خطوط یک و دو دارای ایستگاه تبادلی است و پس از عبور از هسته مرکزی شهر، به طرف مراکز پرتراکم جمعیتی در خیابان انقلاب و شهرک ارم امتداد پیدا می‌کند و با عبور از جنب بیمارستان عالی‌نسب به شهرک رضوان شهر منتهی می‌شود.[۵]خط سه مترو در ایستگاه میدان آذربایجان با خط چهار، در ایستگاه بازار با خط دو، در ایستگاه میدان ساعت با خط یک و در ایستگاه پست تبریز با خط چهار تقاطع خواهد داشت.

#### خط ۴
- خط ۴: به صورت لوپ به طول ۱۵٬۴ کیلومتر، شامل ۲۱ ایستگاه از میدان آذربایجان آغاز و پس از عبور از میدان جهاد (نصف راه)، در مسیر آزادی (کمربندی) از چهارراه آبرسان و بیلانکوه و چهارراه عباسی عبور کرده و به انتهای خیابان شهید رجایی جنب اتوبان پاسداران ختم می‌شود. از ویژگی‌های منحصر به فرد این خط، طراحی آن به صورت لوپ بوده و حلقه اتصالی بین تمامی خطوط ریلی مترو تبریز است. در طرح توسعة خط سه و چهار، اتصال این خطوط به فرودگاه بین‌المللی شهید مدنی تبریز به طول شش کیلومتر در نظر گرفته شده‌است.[۱۹]این خط در ایستگاه میدان آذربایجان با خط سه، در ایستگاه آخونی با خط دو، در ایستگاه لاله با خط یک، در ایستگاه پست تبریز با خط سه، در ایستگاه آبرسان با خط یک و در ایستگاه باغمیشه با خط دو تقاطع دارد.

#### خط ۵
- خط ۵: این خط تراموایی در اصل توسعة خط یک تلقی می‌شود که هدف از طراحی و اجرای آن، احیای پیشینه تاریخی قونقا به راه‌آهن است. این خط با ۵٬۱ کیلومتر شامل یازده ایستگاه، از راه‌آهن تبریز آغاز شده و با عبور چهارراه خطیب، نصف‌راه (جهاد)، تا باغ فجر (گلستان) جایگاه تاریخی قونقا امتداد می‌یابد و دارای ایستگاه تبادلی با ایستگاه ۱۳(قونقا) خط یک است. این خط نهایتاً با عبور از منطقة اهراب، در مجاورت ارک علیشاه (چهارراه شریعتی) پایان می‌یابد.[۲۰]
- خط برون‌شهری تبریز- سهند: نیز در محل ایستگاه ۱۷ (شهید باکری) با خط یک دارای ایستگاه مشترک بوده و با عبور از مقابل کارخانه تراکتور سازی به سمت شهر جدید سهند ادامه خواهد یافت.[۲۱]

از میان این مسیرها در حال حاضر خط ۱ به‌طور کامل در حال بهره‌برداری و خط ۲ و ۳ در حال ساخت است.

## مشخصات واگن‌ها

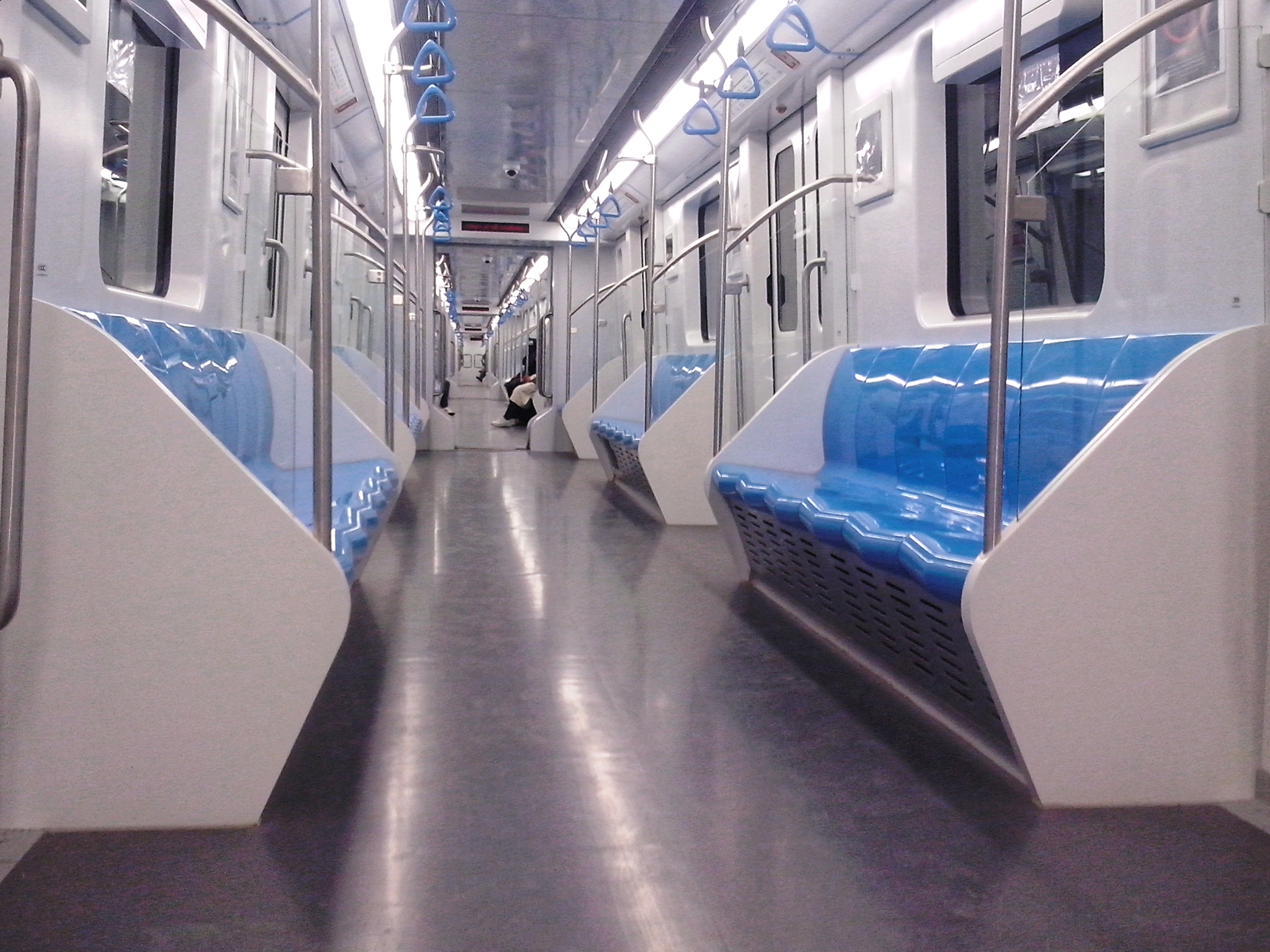
نمای داخلی واگن‌های متروی تبریز.

قطارهای متروی تبریز با آرایش ۵ واگن، شامل سه واگن موتوردار و دو واگن تریلر، با طول ۱۰۰ متر در نظر گرفته شده که طول سکوهای سوار و پیاده شدن مسافران نیز به همان طول ۱۰۰ متر احداث شده‌است. مشخصات واگن‌های متروی تبریز به شرح زیر است:
| ظرفیت مسافر هر واگن            | ۱۷۲ نفر ایستاده، ۴۲ نفر نشسته. جمعاً ۲۱۴ نفر |
| ظرفیت مسافر قطار               | ۱۰۷۰ نفر به ازای ۵ نفر در هر متر مربع       |
| تعداد در هر واگن               | ۸ در                                        |
| حداکثر بار محوری               | ۱۲٬۵ تن                                     |
| حداقل شعاع قوس افقی در توقفگاه | ۵۰ متر                                      |
| حداقل شعاع قوس افقی در مسیر    | ۲۰۰۰ متر                                    |
| طول هر واگن                    | ۲۰ متر                                      |
| عرض واگن                       | ۲۶۰۰ میلی‌متر                                |
| ارتفاع واگن                    | ۳۷۰۰ میلی‌متر                                |
| ارتفاع کف                      | ۱۱۰۰ میلی‌متر                                |
| حداکثر شیب خط                  | ۴٬۸ درصد                                    |
| حداکثر شتاب در هنگام حرکت      | ۱ متر بر مجذور ثانیه                        |
| حداکثر سرعت قطار               | ۸۰ کیلومتر در ساعت                          |
| سرعت متوسط                     | ۳۲ کیلومتر در ساعت                          |

## تجهیزات

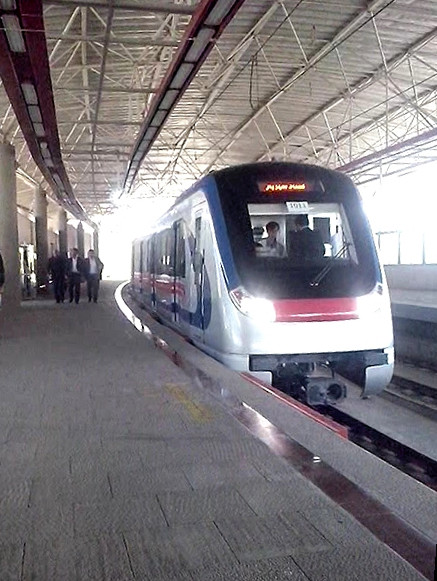
قطار مترو، در حال ورود به ایستگاه ائل‌گلی خط ۱ متروی تبریز.

تجهیزات سازمان قطار شهری تبریز شامل سیستم‌های ocs، مخابرات، پستهای برق، مکانیک و تأسیسات می‌باشد.
- سیستم سیگنالینگ: این سیستم شامل تجهیزات کنار خط و نصب شده در onboard قطار بوده که از طریق کابل کشیهای انجام شده هماهنگی بین قطار و تجهیزات کنار خط را بر عهده دارد و اطلاعات خط از طریق کابل کشی به مرکز کنترل فرمان منتقل می‌گردد. از مزایای مهم این سیستم جلوگیری از برخورد قطارها و کاهش سرفاصله زمانی حرکت قطارها و اطمینان خاطر مسافر و پرسنل از وجود یک سیستم ایمن و قابل اعتماد جهت هدایت قطار می‌باشد.
- سیستم ocs (برق بالاسری): سیستم ocs وظیفه انتقال مصرف برق قطارها را عهده‌دار می‌باشد. نوع سیستم شبکه بالاسری زنجیره‌ای بوده و دارای دوسیم حمال و دو سیم کنتاکت می‌باشد. حداکثر کشش در این سیم‌ها ۱۰۰N/ می‌باشد. ولتاژ شبکه بالاسری د دهانه پانتوگراف v 1500DC می‌باشد. حداکثر توان انتقال انرژی شبکه بالاسری در ۲۰درجه سانتیگراد ۲۷۷۰ آمپر می‌باشد. فاصله حمایت‌های سقفی تونل در سقف حداکثر ۲۵ متر و فاصله سیستم head span برای زیگزاگ حداکثر ۵۰ متر می‌باشد. تیپ شبکه برای حداکثر سرعت ۸۰km/h طراحی شده‌است. حداکثر ارتفاع در مسیر تونلی از سطح ریل ۴/۴ متر و در مسرهای روباز ۵متر می‌باشد.
- سیستم مخابرات: این سیستم شامل پانزده، زیرسیستم به شرح ذیل می‌باشد.

1)SDH شبکه انتقال ۲) شبکه ارتباط رادیویی ۳) شبکه تلفن۴) شبکه دوربین مداربسته ۵) سیستم اعلان عمومی ۶) سیستم دانش اطلاعات مسافران ۷) سیستم توزیع ساعت ۸) سیستم ضبط صدا ۹) سیستم منبع تغذیه بدون وقفه ۱۰) سیستم جمع‌آوری کرایه ۱۱) سامانه اعلام حریق ۱۲) سیستم حفاظت و ایمنی محلی و مرکزی ۱۳) سیستم مدیریت ساختمان ۱۴) سیستم کامپیوتری محلی و گسترده ۱۵) سیستم اسکادا
- سیستم برق: برق مصرفی قطار شهری تبریز از طریق پستهای اختصاصی ۱۳۲ به ۲۰ تأمین می‌شود. پستهای برق شامل پستهای RS و پستهای LPS می‌باشد. پستهای RS تأمین‌کننده برق بالاسری و نهایتاً برق کششی قطار بوده و پستهای LPS تأمین‌کننده روشنایی قطار و تونل و ساختمان بهره‌برداری می‌باشد.
- سیستم مکانیک و تأسیسات: شامل سیستم‌های تهویه و هواساز، اطفاء حریق، آسانسور، پله برقی و… بوده و سیستم تهویه جهت تأمین هوای مناسب داخل تونل و ایستگاه‌ها هست. سیستم اطفاء حریق جهت جلوگیری از انتشار دود و آتش در موارد احتمالی می‌باشد. سیستم‌های پله برقی و آسانسور نیز جهت رفاه حال مسافران به ویژه سالمندان و معلولان مورد استفاده قرار می‌گیرد.

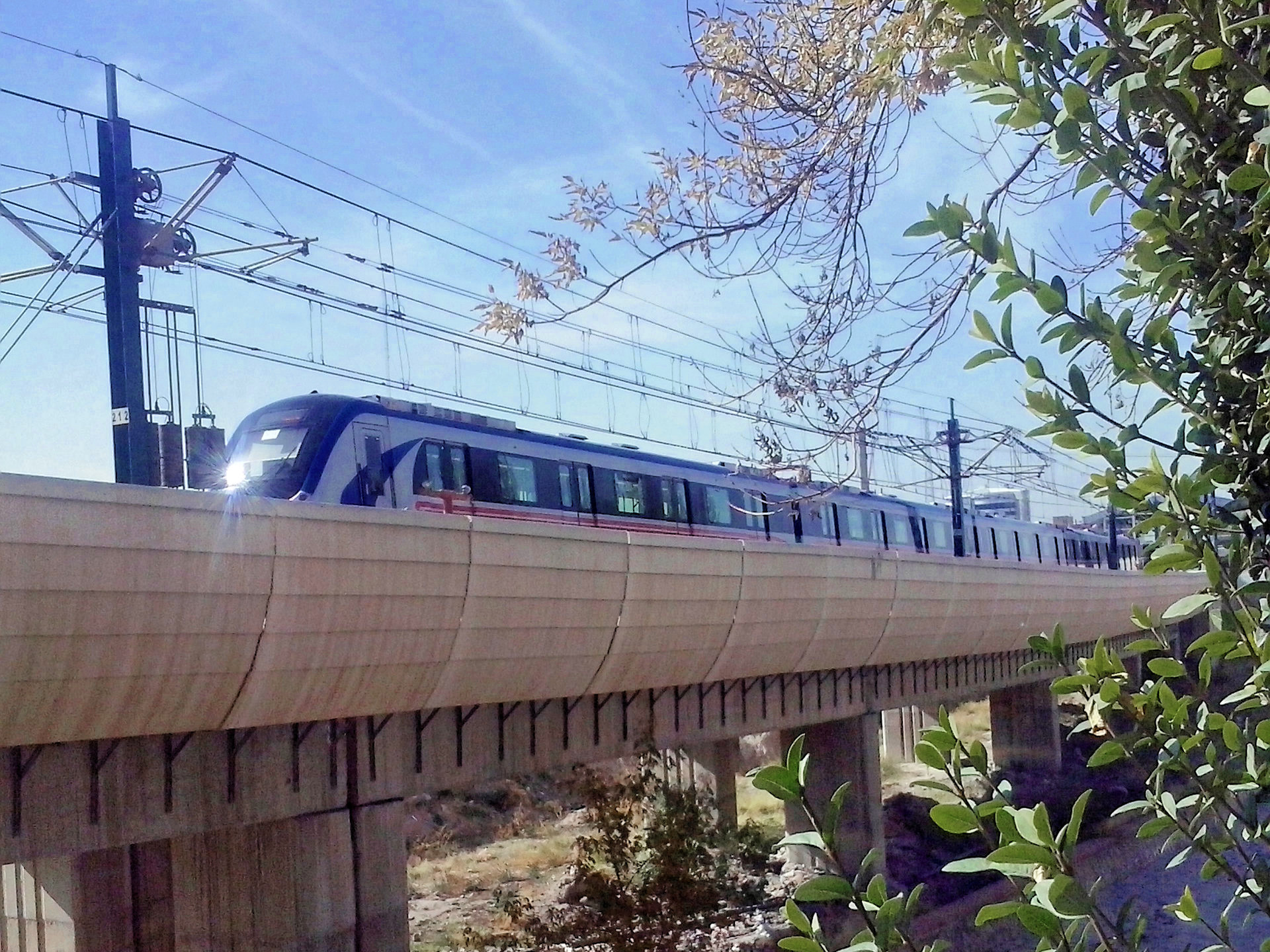
قطار متروی تبریز در حال خروج از ایستگاه شهریار به طرف ایستگاه ۲۹ بهمن.

سیستم تغذیه انرژی قطارهای متروی تبریز از نوع شبکه بالا سری با ولتاژ ۱۵۰۰ VDCاز شرکت زیمنس آلمان خریداری شده‌است
سیستم سیگنالینگ که عهده‌دار کنترل حرکتی قطارها می‌باشد و قابلیت حرکت قطارها بدون نیاز به دخالت راهبر (راننده قطار) را دارند برای HEAD WAY دو دقیقه (حداکثر زمان انتظار مسافر در ایستگاه) طراحی شده‌است. توسط این سیستم حرکت و توقف کلیه قطارها از طریق مرکز کنترل و فرمان قابل کنترل و هدایت خواهد بود
اطلاعات کلیه تجهیزات نصب شده در مترو در اتاق مرکز کنترل و فرمان‌بر روی پانل‌های LCD قابل مشاهده می‌باشد. جهت صرفه جویی در مصرف انرژی امکان برگشت Regeneration))در شبکه برق قطارها حداکثر تا میزان ۳۰٪ پیش‌بینی شده‌است. تمهیدات لازم در صورت قطع برق در یکی از پستهای برق تغذیه‌کننده قطارها و پست‌های تغذیه‌کننده ایستگاه‌ها جهت جلوگیری از وقوع اختلال در حرکت قطارها و جذب مسافر در نظر گرفته شده‌است.
مجهز بودن به سیستم سیمولاتور (شبیه‌ساز) یکی از ویژگی‌های مهم متروی تبریز است. استفاده از قطار شبیه‌سازی شده برای آموزش راهبران، به دلیل قرارگرفتن در محیط مجازی از هزینه اشغال خطوط ریلی و مصرف سوخت برای مقاصد آموزشی، کم کرده و با ارتقای سطح آموزش راهبران، بخشی از تاخیرها در راه‌اندازی قطارها کاهش می‌یابد و در نتیجه به افزایش بهره‌وری ناوگان منجر می‌شود. متروی تبریز با برخورداری از این امکان، علاوه بر آموزش تخصصی و فنی پرسنل قطار شهری تبریز، آموزش کارکنان متروی دو شهر اصفهان و شیراز را نیز در دستور کار خود قرار می‌دهد.

### کارخانه تولید قطعات پیش‌ساخته بتنی
کارخانه تولید قطعات بتنی(precast yard) در زمینی به مساحت ۹۰۰۰ متر مربع احداث شده‌است. سطح کل زیربنای بخش‌های مختلف حدود ۵۲۰۰ متر مربع می‌باشد و قسمت دپو در حدود ۲۰۸۰۰ متر مربع وسعت دارد.
این کارخانه از ساختمان‌ها و تجهیزات و تأسیسات زیر تشکیل شده‌است.
1. موتور خانه و پست برق
2. ایستگاه تولید بتن
3. سالن تولید قطعات پیش ساخته
4. جرثقیل‌های دروازه‌ای برای انبار کردن قطعات(segments) در محوطه بیرونی
5. گاریهای ریلی

### موتورخانه و پست برق
از ۲ دستگاه دیگ بخار دوگانه سوز به ظرفیت بخاردهی ۴۴۰۰پوند بر ساعت برای تأمین بخار و۳ دستگاه کمپرسور هوا به ظرفیت ۱۵ مترمکعب بر دقیقه برای تأمین هوای فشرده و۲ دستگاه ترانس ۱۰۰کیلو واتی و۵۰۰ کیلووات برای تبدیل خط ورودی ۲۰کیلووات به ۴۰۰ وات تشکیل یافته‌است.

### بچینگ پلانت
شامل قسمت تولید بتن با ظرفیت دیگ نیم متر مکعب و ۶عدد سیلوی ۲۰۰ تنی سیمان و محوطه دپوی مصالح (شن و ماسه) پشت بچینگ در موتورخانه مجزا برای گرمایش مصالح دپو شده پشت بچینگ می‌باشد. بتن پیش‌ساخته توسط گاریهایی که بر روی ریل حرکت می‌کنند و bucket قرار گرفته بر روی آن، به محوطه داخل سالن تولید حمل می‌شوند. همچنین بتن عمل آوری شده در قالبها (segments) در دسته‌های سه تایی بر روی گاریهای ریلی که مختص حمل قطعات به بیرون می‌باشند قرار گرفته به خارج از سالن منتقل می‌شوند.

### سالن تولید قطعات پیش‌ساخته
سالن تولید قطعات پیش‌ساخته به مساحت تقریبی ۵۲۰۰ متر مربع در چهار دهانه و همچنین چهار جرثقیل سقفی ۱۰ تن بوده و شامل ۷۲ قالب (۱۲ رینگ قالب) جهت تولید سگمنت می‌باشد. هر رینگ شامل 1 -A
الی 6 -A می‌باشد که قطعه A1 به عنوان Key یا کلید استفاده می‌شود. عملیات عمل آوری بتن توسط بخار (steam curing) انجام می‌گردد.
انبار روباز و دو دستگاه جرثقیل دروازه‌ای:
جرثقیل‌های دروازه‌ای ۲۵ تن قطعات حمل شده در دسته‌های سه تایی را برداشته و در محوطه بیرونی سالن تولید انبار می‌کند. مساحت انبار قطعات در حدود ۲۰۸۰۰ مترمکعب می‌باشد که قابلیت توسعه نمایندهٔ شرکت CBE فرانسه آغاز گردید و در اولین روز ۳۶ سگمنت ویا ۶ رینگ بتن ریزی گردید.
گاریهای ریلی (TROLLEY) جهت بارگیری و تخلیه بتن و همچنین حمل سگمنتی به خارج از سالن تولید
بتن ساخته شده در بچینگ پلانت توسط گاریهایی که Bucket حمل بتن روی آن قرار گرفته‌است به وسیله دستگاه کِشنده بر روی ریل حرکت کرده و به داخل سالن تولید حمل می‌شوند
بتن ریخته شده توسط چادرهای مخصوص پوشانده شده و سپس عملیات عمل آوری بتن توسط بخار آغاز می‌گردد. بتن پیش‌ساخته (segment) در روز بعد توسط گیرنده مخصوص (clamp) از قالب جدا گشته و در قسمتی از سالن برای بیرون بردن به قسمت دپو قطعات ذخیره انتقال می‌یابند.
عملیات بتن ریزی تا به حال تولید تجمعی کارخانه به ۸۹۵۰ رینگ رسیده‌است که تعداد کل رینگ مورد نیاز پروژه ۱۱۲۴۲ رینگ می‌باشد.
شایان ذکر است که کارخانه با هدف تولید ۱۲ رینگ در روز طراحی گردیده‌است.

## تراموا
بخشی از مجموعه قطار شهری تبریز را تراموا تشکیل خواهد داد که مراحل مطالعاتی آن در خط ۴ متروی تبریز از سال ۱۳۹۴ آغاز شده‌است. از تراموا برای جابجایی مسافران در سه مسیر زیر به طول کلی ۵۰ کیلومتر استفاده خواهد شد:
- خط ۴ متروی تبریز: این مسیر به صورت U-شکل، در دو مسیر رفت و برگشت و به طول ۱۶ کیلومتر از میدان آذربایجان آغاز شده و در امتداد بزرگراه آزادی (کمربندی) با عبور از نصف راه و آبرسان به یوسف آباد ختم می‌شود.
- خط برون‌شهری متروی تبریز: حد فاصل تبریز و شهر جدید سهند.
- حد فاصل میدان راه‌آهن تا میدان ساعت.

بر اساس تفاهم نامه‌ای که میان شهرداری تبریز و شرکت آلمانی «اشلیگل» در ۷ اسفند ۱۳۹۳ امضا شد، مقرر شد، مدیریت، انتقال تکنولوژی و نظارت عالی بر جنبه‌های تجهیزاتی و عمرانی پروژه تراموای تبریز با برخورداری از استانداردهای اروپایی انجام می‌شود. همچنین بر اساس این تفاهم نامه قرار شد پروژه از لحاظ مالی، توسط گروه مالی ایرانی همکار شرکت اشلیگل آلمان حمایت شود.
طبق این تفاهم نامه، شرکت طرف قرارداد موظف شده تا در زمان ساخت، تکنولوژی آن را به کارخانه ماشین‌سازی و گسترش صنایع ریلی تبریز انتقال دهد. همچنین انتقال دانش مربوط به این سیستم به دانشگاه صنعتی سهند توسط این شرکت صورت خواهد گرفت. هزینه احداث تراموا در خط ۴ مترو، در حدود ۱۰۰ میلیون یورو برآورد شده‌است.

## ویژگی‌ها
کار ساخت خط یک مترو تبریز در بعضی بخش‌ها به عنوان رکورد دار کارهای عمرانی در استان و کشور به‌شمار می‌آید، از جمله
- بزرگ‌ترین ایستگاه متروی ایران: ایستگاه لاله با ۲۱ طبقه بزرگ‌ترین ایستگاه مترو کشور ایران می‌باشد.
- بزرگ‌ترین مناقصه سال ۱۳۸۹ شهرداری تبریز: پروژه دپوی لاله به عنوان بزرگ‌ترین مناقصه عمران شهری سال ۱۳۸۹ در استان آذربایجان شرقی به ارزش ۳۳۰ میلیارد ریال[۲۸]
- چهارمین خطوط میان مترو کلانشهرهای کشور پس از تهران و مشهد و شیراز
- دومین رکورد در سگمنت‌گذاری در میان میان شهرهای ایران: (پس از رکورد ثبت شده در مشهد)[۲۹]

## نگارخانه

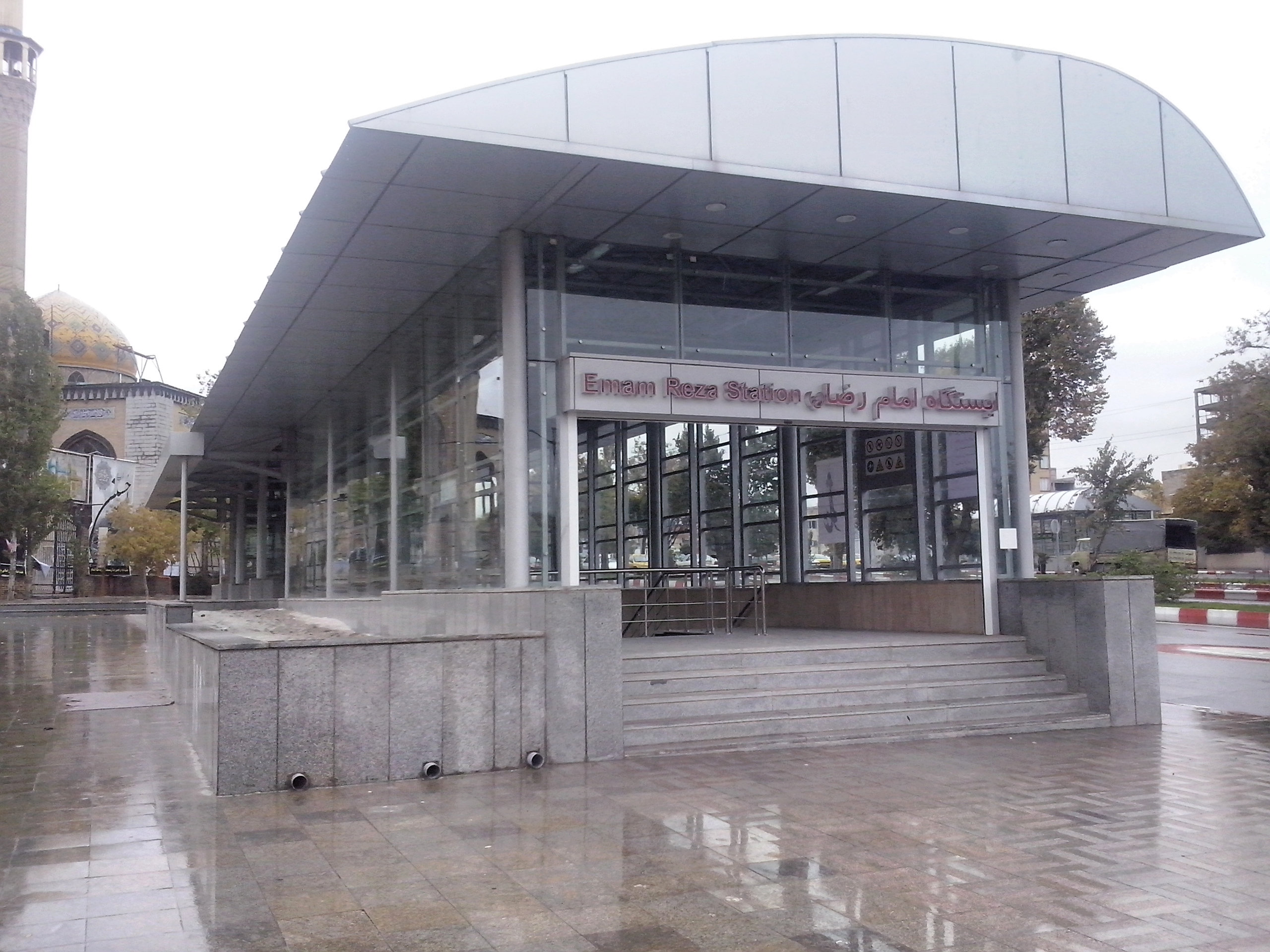
ایستگاه متروی امام رضا.
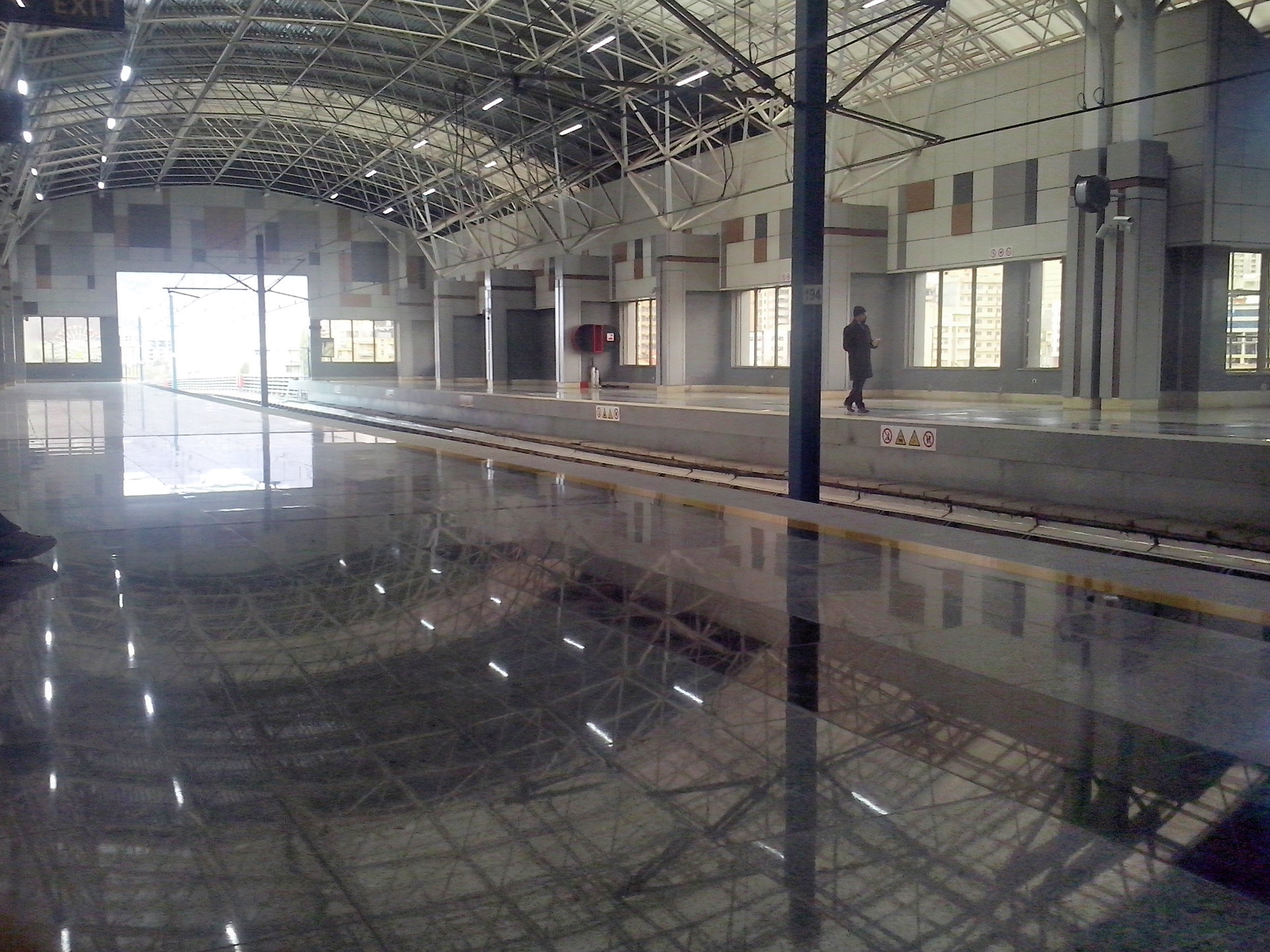
ایستگاه متروی ۲۹ بهمن.
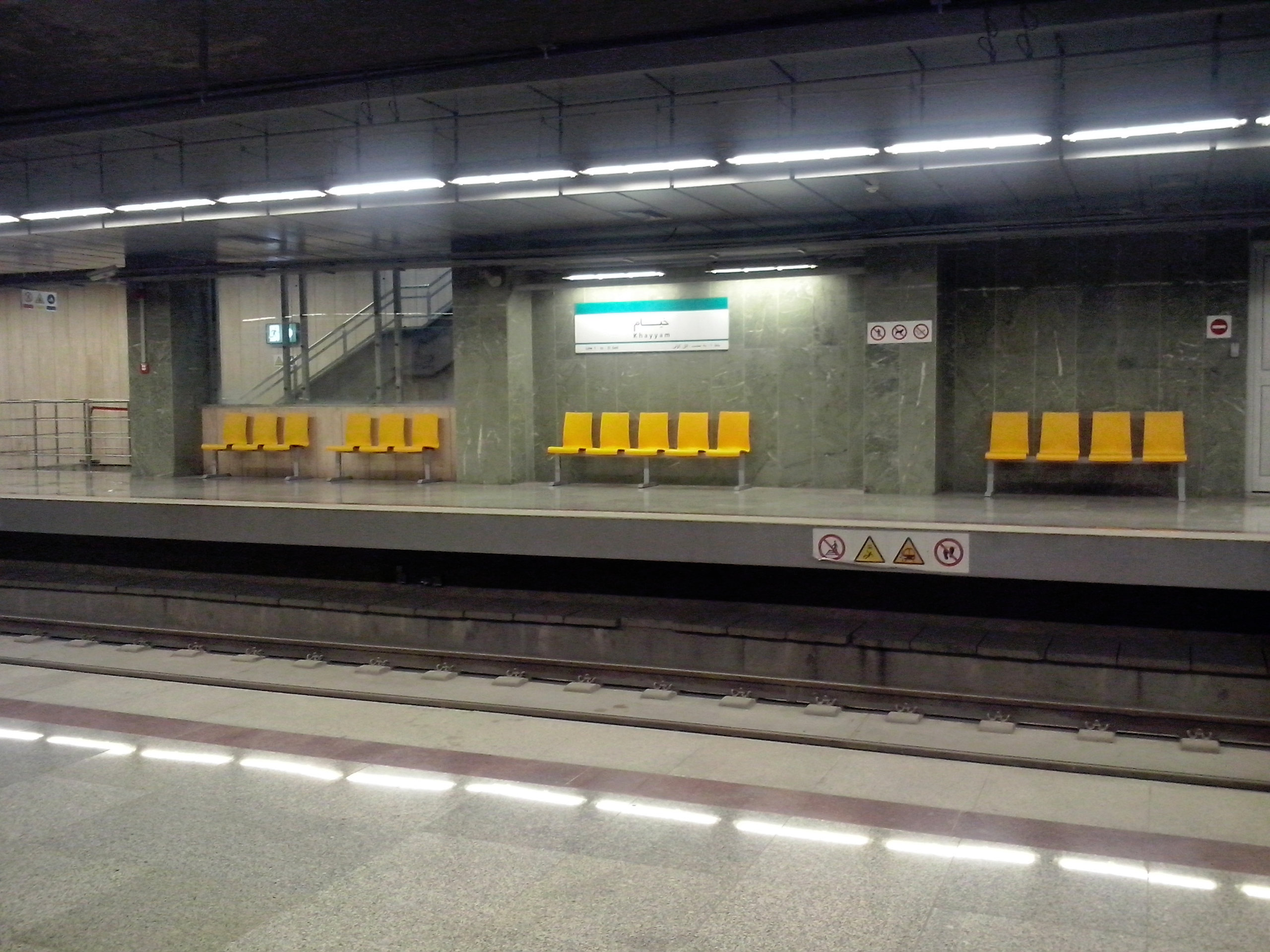
ایستگاه خیام.
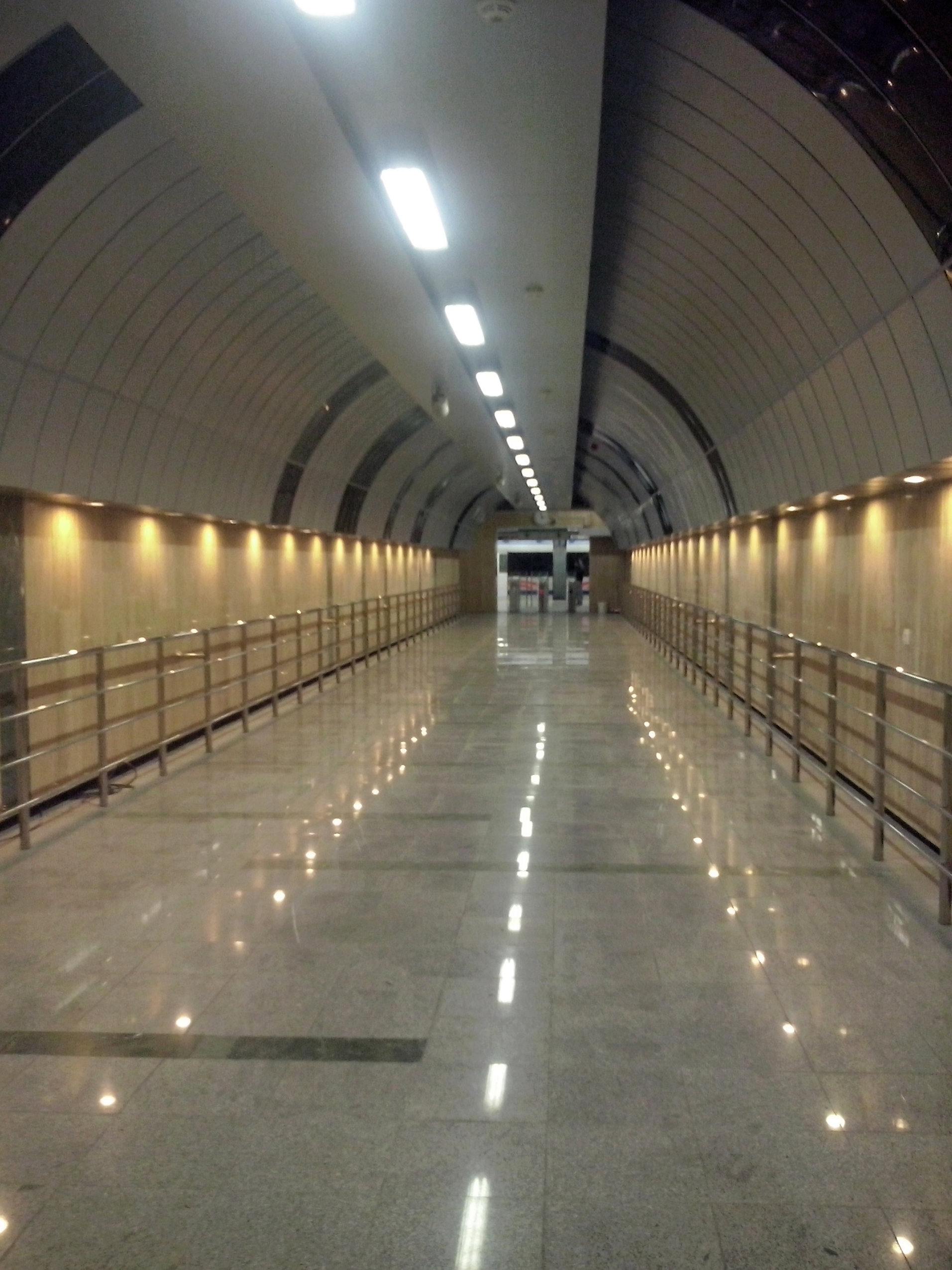
ایستگاه خیام.
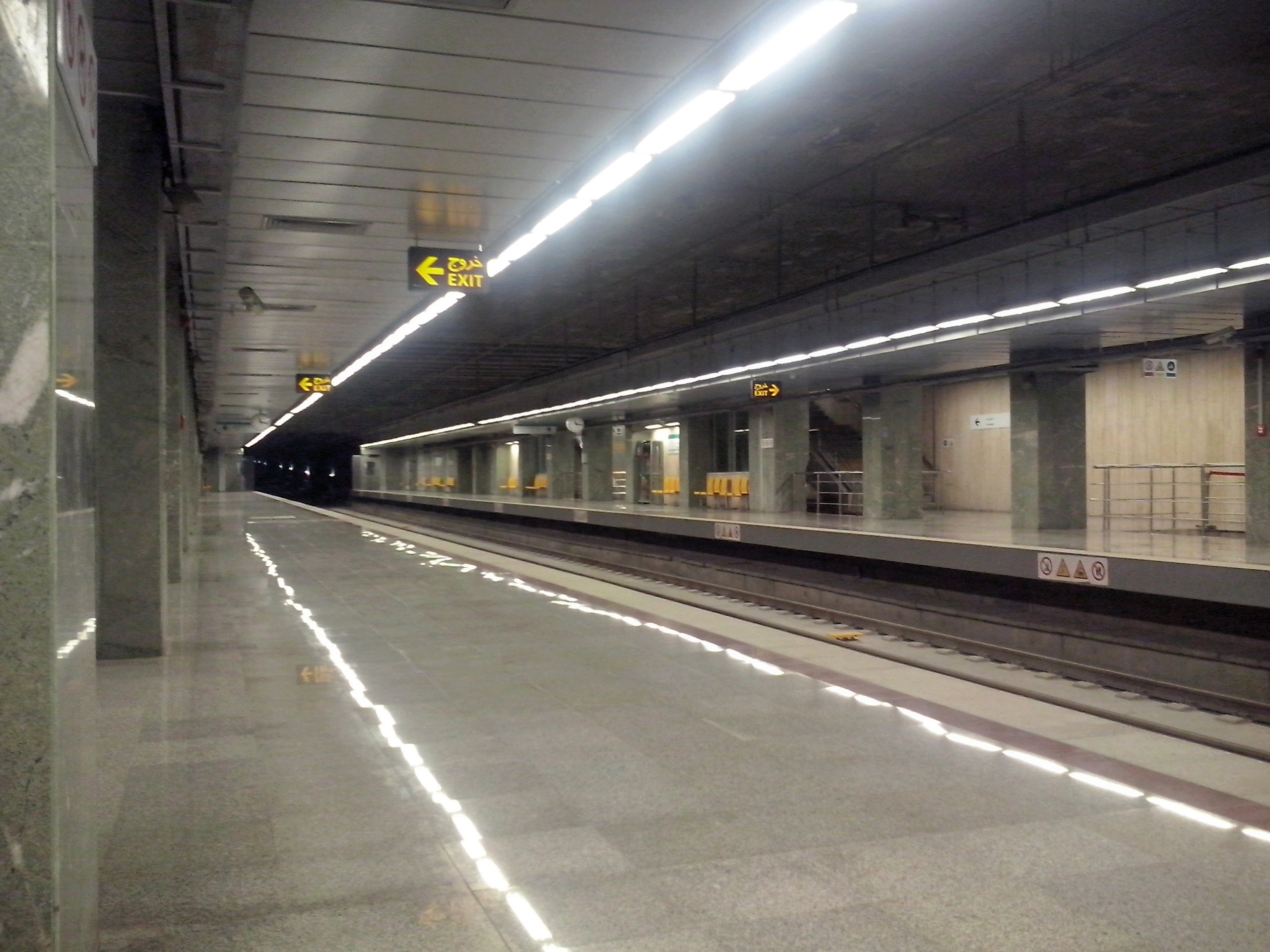
ایستگاه خیام.
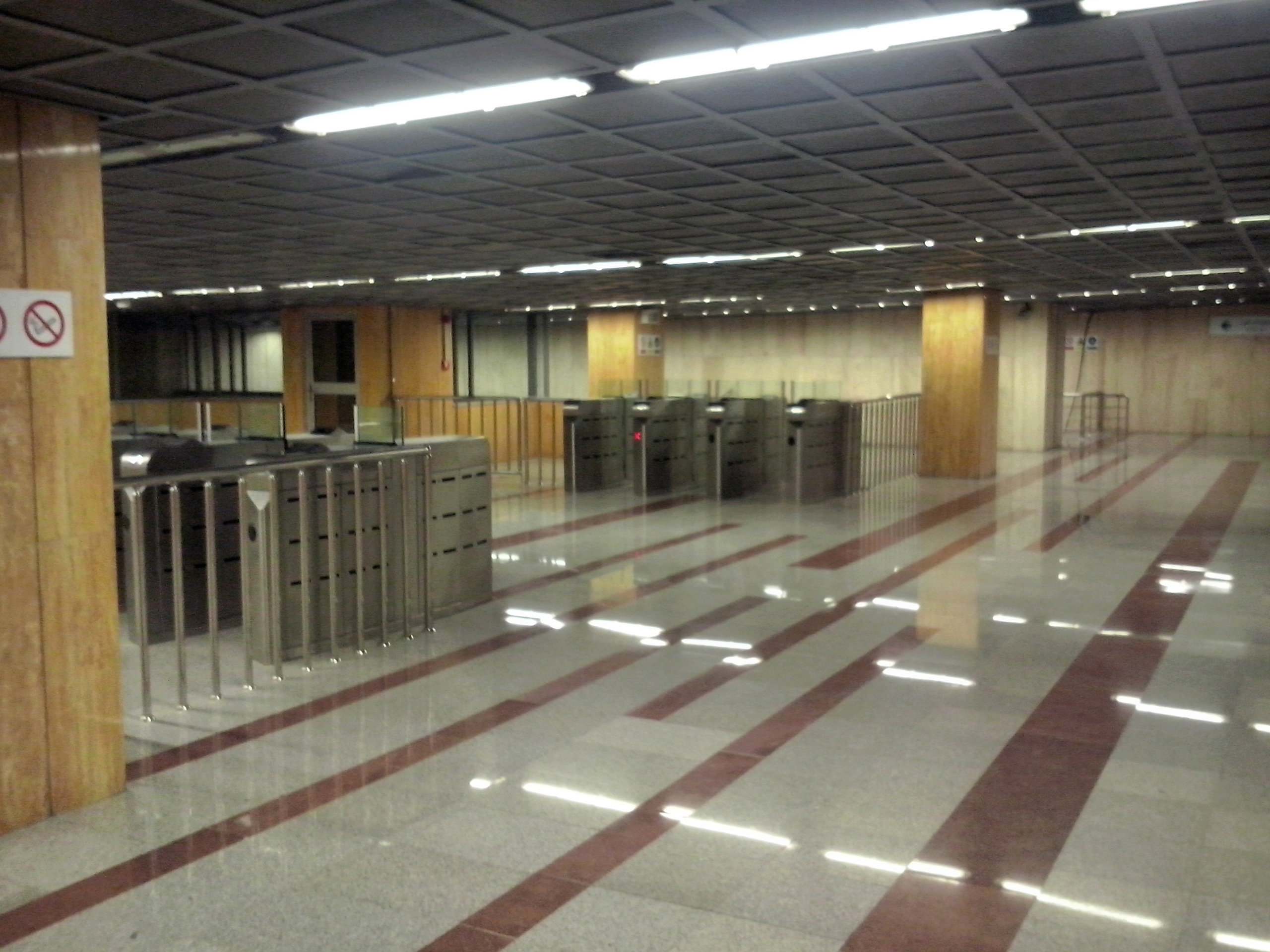
ایستگاه متروی سهند.
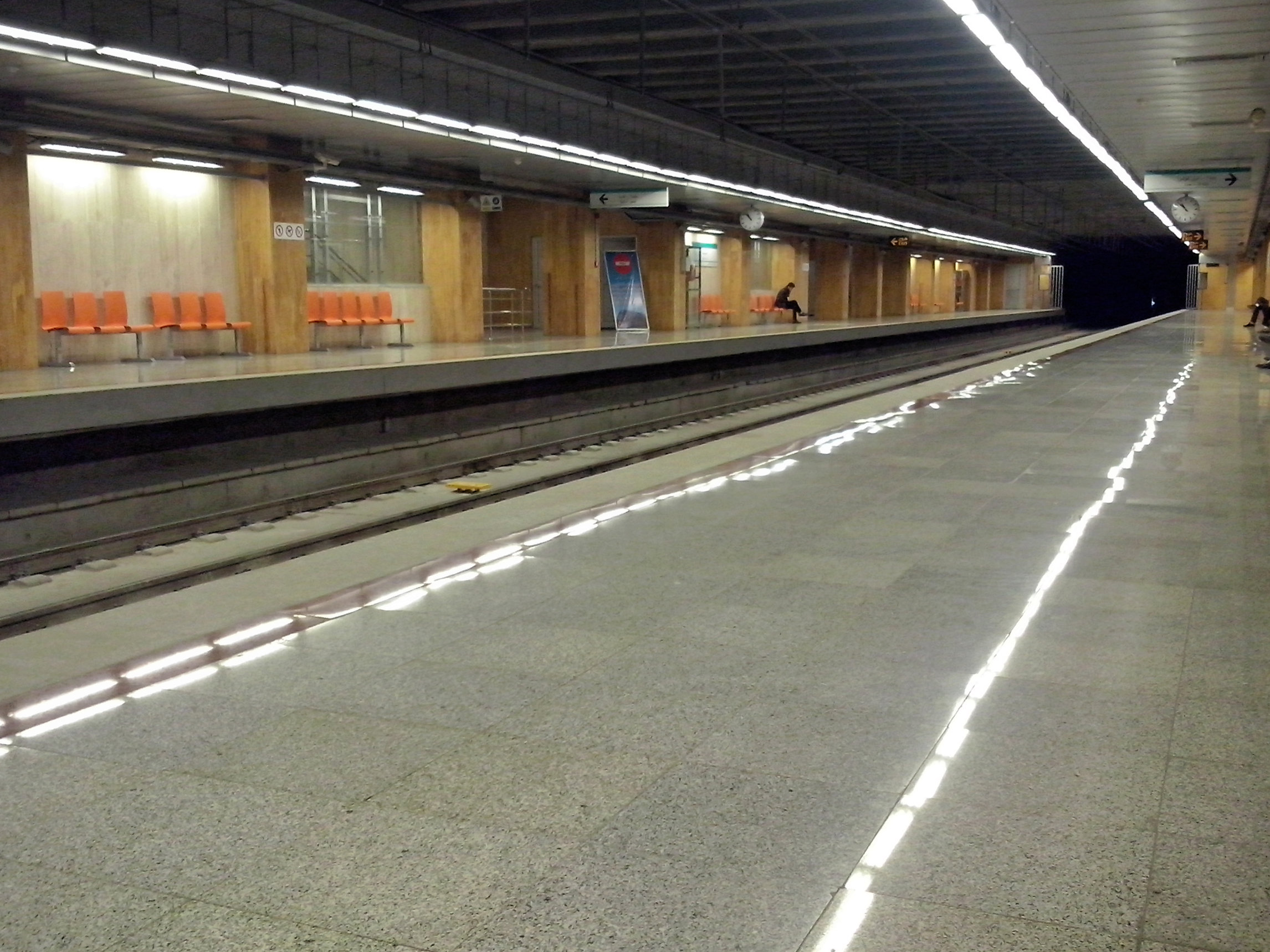
ایستگاه متروی سهند.
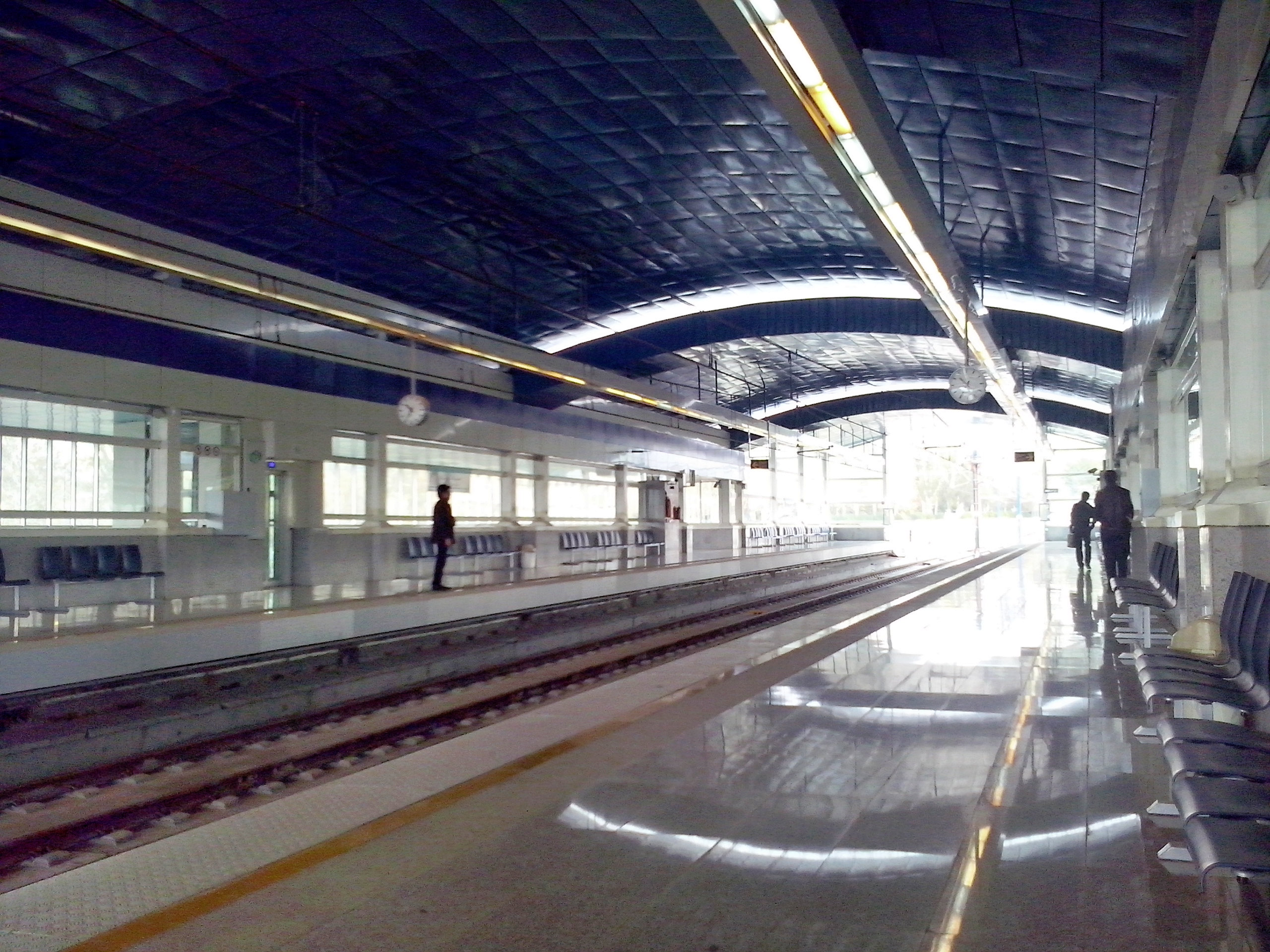
ایستگاه شهریار.